# فتحة سقف

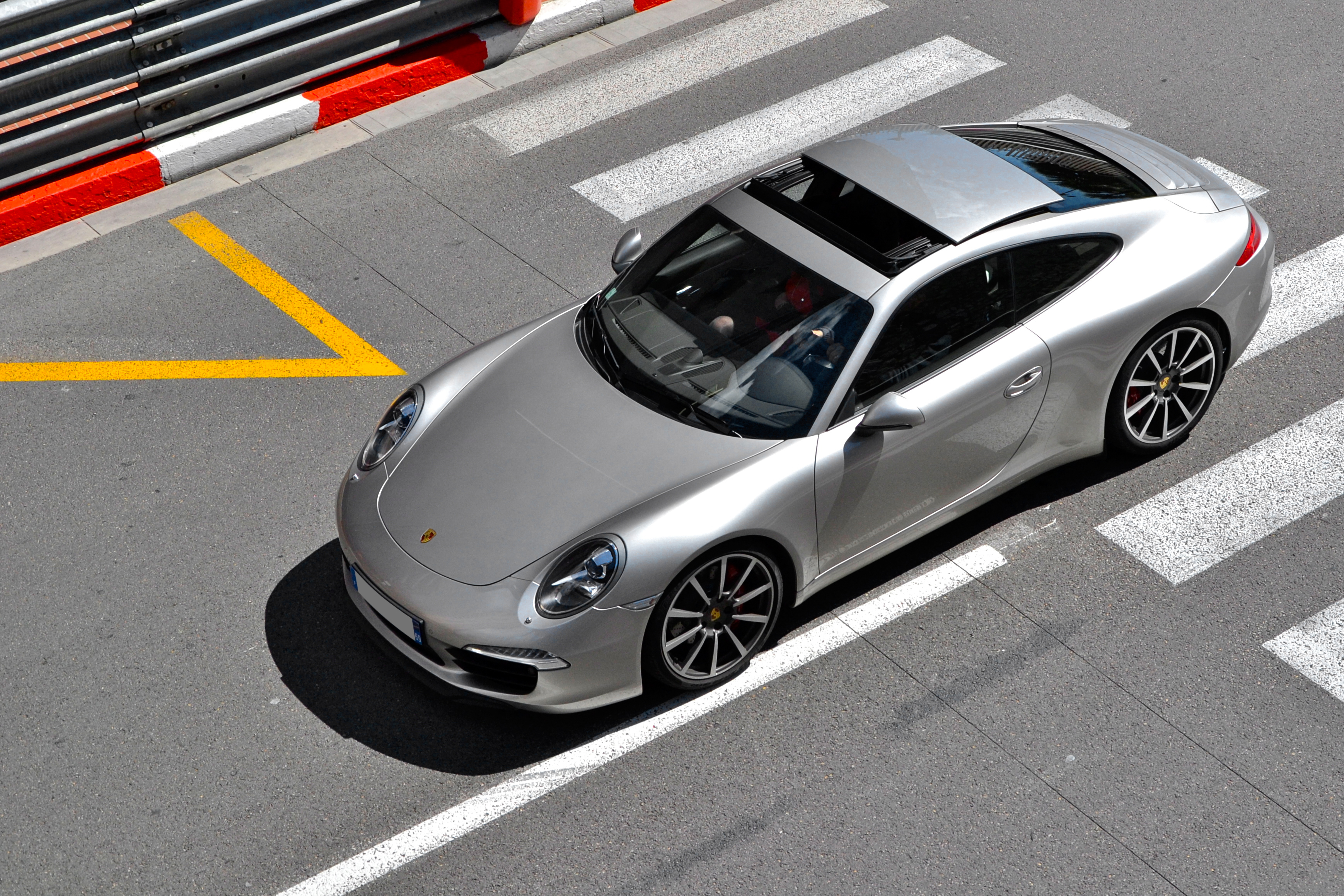
فتحة سقف ذات نوع منزلق في سيارة بورش 991

فتحة السقف هي سقف في السيارة تكون ثابتة أو قابلة للحركة (تفتح أو تنزلق) وتسمح للضوء والهواء بالدخول إلى مقصورة الركاب، وقد تكون ذات تحكم يدوي أو تحكم ذات تحكم بمحرك وهي متوفرة في العديد من الأحجام والأشكال والهيئات.